# Belas (Angola)
Belas és un municipi de la província de Luanda creat el 31 de març de 2011. La seu del municípi és la ciutat de Kilamba. Limita amb els municipis de Viana i Luanda. Té una població de 1.065.106 habitants en 2014.
En el territori del municipi hi ha l'Estadi 11 de Novembro, el campus de la Universitat de Luanda i la península de Mussolo.

## Subdivisions
Comprèn les següents comunes:
- Barra do Kwanza
- Benfica
- Camama
- Futungo de Belas
- Mussulo
- Vila Estoril
- Ramiro